# 岡野喬吾
岡野 喬吾（おかの きょうご、2001年10月31日 - ）は、ジャパンラグビーリーグワン三重ホンダヒートに所属するラグビー選手。

## プロフィール
- 大阪府出身[1]。
- ポジションはセンター(CTB)。
- 身長 184 cm、体重 98 kg

## 略歴
2020年、常翔学園高校卒業後、同志社大学に入る。
2024年、アーリーエントリーで三重ホンダヒートに加入。同年12月21日に行われたJAPAN RUGBY LEAGUE ONE第1節カンファレンスBブラックラムズ東京戦にて先発出場でリーグワン公式戦初出場を果たした。